# Zetra Ice Rink
Zetra Ice Rink – tor do łyżwiarstwa szybkiego zlokalizowany na północnych obrzeżach centrum Sarajewa w bliskim sąsiedztwie hali im. Juana Antonio Samarancha.
Obiekt powstał w latach 1981–1982 z myślą o organizowanych w mieście w roku 1984 zimowych igrzyskach olimpijskich. 